# Kórjevka
Kórjevka (en rus: Коржевка) és un poble de l'óblast d'Uliànovsk, a Rússia, que en el cens del 2010 tenia 629 habitants. Pertany al districte d'Inza.